# SKC
SKC는 SK그룹 계열회사로 1973년 창립됐다. 옛 이름은 ‘선경화학’이며, 1977년 국내 최초로 폴리에스터(PET) 필름을 개발했고, 1980년에는 세계에서 네 번째로 비디오테이프를 개발했다. 당시 비디오테이프에 SKC라는 브랜드를 사용하면서 SKC가 널리 알려졌고, 1987년 이를 사명으로 채택했다.
현재는 PO/PG, PET 필름, BHC, 전자재료 등 고부가가치 소재를 생산하고 있다. 2016년 10월 창립 40주년을 맞아 마켓 인사이트와 기술을 창의적으로 결합하는 ‘Global Specialty MARKETER’를 새로운 비전으로 제시했다.
같은 SK그룹의 화학부문 계열사인 SK케미칼과는 별개의 회사이다.

## 연혁
- 1973년 7월 16일 : 선경화학으로 설립.
- 1984년 :  SKC 상표화[1]
- 1987년 : 회사명을 선경화학에서 SKC로 변경.
- 1988년 7월 1일 : 본사를 경기도 수원시 장안구 정자동으로 이전.
- 1989년 3월 1일 : SKC 중국 장수성 현지법인 설립
- 2001년 12월 3일 : 울산광역시 남구 고사동 소재 SK에버텍 합병.
- 2005년 10월 13일 : 리튬전지와 관련부품 판매 부분을 분할하여 충청북도 천안시 성거읍 천흥리에서 SK모바일에너지로 설립.
- 2005년 12월 1일 : 자기기록 필름, 디스크의 제조, 가공, 판매 등 마그네틱 미디어 부분을 분할하여 충청북도 천안시 성거읍 천흥리에서 SKC미디어로 설립.
- 2007년 11월 6일 : 디스플레이소재 사업부분을 분할하여 충청북도 천안시 성거읍 천흥리에서 SKC하스디스플레이필름으로 설립.
- 2014년 1월 1일 : 일본국 도쿄도 미나토구에 도쿄지점으로 설립.
- 2016년 3월 4일 : 충청남도 당진시 소재 SKC라이팅 흡수합병.
- 2020년 2월 3일 : 화학사업분야를 분할하여 울산광역시 남구 용잠로에서 SKPIC글로벌주식회사로 설립.
- 2022년 11월 2일 : 필름사업분야를 분할하여 SKC미래소재주식회사로 설립.
- 2023년 2월 1일 : SK엔펄스와 SK텔레시스 합병.
- 2025년: 유리기판 세계 최초 양산 라인인 조지아 1공장 건설 완료[2]

## 사업
사업 부문으로는 폴리우레탄의 원재료 중 하나인 프로필렌옥사이드(PO) 등을 생산하는 화학사업, 폴리에스터(PET) 필름 등을 생산하는 필름사업, 근거리통신(NFC) 핵심소재인 페라이트 시트 등을 만드는 전자재료사업, 뷰티/헬스케어 소재 중심의 BHC사업이 있다.